# Abraxas sugitanii
Abraxas sugitanii là một loài bướm đêm trong họ Geometridae.